# Luigino Bruni
Luigino Bruni (Ascoli Piceno, 30 maggio 1966) è un economista, saggista e giornalista italiano.
Dal 2012 è professore ordinario di economia politica presso l'Università Lumsa di Roma. È editorialista di Avvenire e vicepresidente della Fondazione The Economy of Francesco.

## Biografia
Si è laureato in economia all'Università di Ancona, ha conseguito un dottorato in economia presso l'Università dell'Anglia orientale a Norwich e un dottorato in filosofia con l'Università degli studi di Firenze. Ha seguito corsi alla London School of Economics and Political Science. Storico del pensiero economico, con interessi in filosofia e teologia, è noto per il suo studio dell'economia di comunione e dell'economia civile. Insieme a Stefano Zamagni, è promotore e cofondatore della Scuola di Economia Civile, per la quale riveste la carica di Presidente. Conduttore della trasmissione televisiva Benedetta Economia su Tv2000 e Consultore del Dicastero per i laici, la famiglia e la vita.
Il 23 settembre 2024 è stato nominato vicepresidente della "Fondazione The Economy of Francesco".

## Carriera accademica
È stato ricercatore all'Università degli studi di Padova e presso il dipartimento di economia dell'Università di Milano-Bicocca. Successivamente, ha ricoperto il ruolo di professore associato fino al suo ingresso in Lumsa dove, oltre ad avere ottenuto la cattedra in economia politica, coordina un Dottorato in scienze dell'economia civile. È visiting professor all'Istituto Universitario Sophia di Loppiano, cittadella permanente del Movimento dei focolari. I suoi principali temi di ricerca riguardano i rapporti tra benessere, felicità, mercato e la responsabilità sociale di impresa.

## Opere
- Luigino Bruni, Vilfredo Pareto. Alle radici della scienza economica del Novecento, Polistampa, 1999.
- Luigino Bruni, Stefano Zamagni, Economia civile. Efficienza, equità, felicità pubblica, Il Mulino, 2004.
- Luigino Bruni, Il prezzo della gratuità, Città Nuova, Roma, 2006.
- Luigino Bruni, Reciprocità. Dinamiche di cooperazione, economia e società civile, Bruno Mondadori, 2006.
- Luigino Bruni, Civil Happiness: Economics and Human Flourishing in Historical Perspective, Routledge, 2006.
- Luigino Bruni, Stefano Zamagni, Peter Lang, Civil Economy, Oxford, 2007.
- Luigino Bruni, La ferita dell'altro. Economia e relazioni umane, Il Margine, Trento, 2007.
- Luigino Bruni, D.Canestrini, L. Boella, Economia e felicità. Scrivere d'arte. Parlare della speranza, IRSE, 2008
- Luigino Bruni, Alessandra Smerilli, Benedetta Economia, Città Nuova, Roma, 2008.
- Luigino Bruni, Reciprocity, altruism and civil society, Routledge, London, 2008.
- (A cura di) Luigino Bruni e Stefano Zamagni, Dizionario di Economia Civile, Città Nuova, Roma, 2009.
- Luigino Bruni, L' impresa civile. Una via italiana all'economia di mercato, Università Bocconi Editore, Milano, 2009.
- Luigino Bruni, L'ethos del mercato. Un'introduzione ai fondamenti antropologici e relazionali dell'economia, Mondadori, 2010.
- Luigino Bruni, Stefano Zamagni e Leonardo Becchetti, Microeconomia, Il Mulino, Bologna, 2010.
- Luigino Bruni, Stefano Zamagni e Leonardo Becchetti, Dall'homo oeconomicus all'homo reciprocans Il Mulino, Bologna, 2010.
- Luigino Bruni, Antonio Maria Baggio, Piero Coda, La crisi economica. Appello a una nuova responsabilità, Città Nuova, Roma, 2011.
- Luigino Bruni e Alessandra Smerilli, La leggerezza del ferro, una introduzione alla teoria economica delle Organizzazioni a Movente Ideale, Vita e Pensiero, Milano, 2011.
- Luigino Bruni, Le nuove virtù del mercato, nell'era dei beni comuni, Città Nuova, Roma, 2012
- Luigino Bruni, The Genesis and the Ethos of the market, Palgrave Macmillan, Houndmills, Basingstoke, 2012.
- Luigino Bruni, Le prime radici. La via italiana alla cooperazione e al mercato, Il Margine, Trento, 2012.
- Luigino Bruni, Economia con l'anima, Emi, Milano, 2013.
- Luigino Bruni, N. Riccardi, P. Rota Scalabrini, L'uomo spirituale e l'homo oeconomicus. Il cristianesimo e il denaro, Glossa, Milano, 2013.
- Luigino Bruni, Ricchezze. Beati quelli che investiranno in economie di comunione, San Paolo, Milano, 2014.
- Luigino Bruni e Alessandra Smerilli, L'altra metà dell'economia.Gratuità e mercati, Città Nuova, Roma, 2014.
- Luigino Bruni, Fondati sul lavoro, Vita e Pensiero, Milano, 2014.
- Luigino Bruni, Lessico del ben-vivere sociale. Cooperazione, mercato e altre parole in un mondo che cambia, Ecra, Roma, 2014.
- Luigino Bruni, Fidarsi di uno sconosciuto. Economia e virtù nel tempo della crisi, Dehoniane, Bologna, 2015
- Luigino Bruni, A Lexicon of Social Well-Being, Palgrave Macmillan, London, 2015.
- Luigino Bruni, Stefano Zamagni, L'economia civile, Il mulino, Bologna, 2015.
- Luigino Bruni, Le imprese del patriarca. Mercato, denaro e relazioni umane nel libro della Genesi, Dehoniane, Bologna, 2015.
- Luigino Bruni, Il mercato e il dono. Gli spiriti del capitalismo, Università Bocconi, 2015.
- Luigino Bruni, Le levatrici d'Egitto. Un economista legge il libro dell'Esodo, Dehoniane, Bologna, 2015.
- Luigino Bruni, La distruzione creatrice, Città Nuova, Roma, 2015.
- Luigino Bruni, La foresta e l'albero. Dieci parole per un'economia umana, Vita e Pensiero, 2016.
- Luigino Bruni, El árbol de la vida, Editorial Ciudad Nueva, Madrid, 2016
- Luigino Bruni e Anouk Grevin, L’économie silencieuse, Editions Nouvelle Cité, Paris, 2016
- Luigino Bruni, Gli imperi di sabbia. Logiche del mercato e beatitudini evangeliche, EDB, 2016.
- Luigino Bruni, La sventura di un uomo giusto. Una rilettura del libro di Giobbe, EDB, 2016
- Luigino Bruni, Elogio dell'auto-sovversione, Città Nuova, Roma, 2017
- Luigino Bruni, Las parteras de Egipto, Editorial Ciudad Nueva, Madrid, 2017
- Luigino Bruni, À procura de Novas Palavras para uma Economia Humana, Editora Cidade Nova, Lisboa, 2017
- Luigino Bruni, Una casa senza idoli. Qoèlet, il libro delle nude domande, EDB, 2017
- Luigino Bruni (testi), Luca e Pepi Merisio (foto), Il Bel Paese. Patrimoni Unesco e banche di comunità, Ecra, 2018
- Luigino Bruni, Leonardo Becchetti, Stefano Zamagni, Economia civile e sviluppo sostenibile, Ecra, 2019
- Luigino Bruni, Le donne nascoste nella Bibbia, AnimaMundi Edizioni, Otranto, 2020
- Luigino Bruni, Più grandi della colpa, Dehoniane, Bologna, 2020
- Luigino Bruni, L'esilio e la promessa, Dehoniane, Bologna, 2021
- Luigino Bruni, L'anima e la cetra, Edizioni Qiqajon, Bose, 2021.
- Luigino Bruni, E c’era soltanto una voce, AnimaMundi Edizioni, Otranto, 2021
- Luigino Bruni e Massimo Grilli, L'uso dei beni, GBPress, Roma, 2021
- Luigino Bruni, Il Vangelo Secondo Marco, Paoline, Milano, 2022
- Luigino Bruni, Profezia è storia, Dehoniane, Bologna, 2022
- Luigino Bruni, L’economia che fa vivere, Edizioni Messaggero, Padova, 2022
- Luigino Bruni, La comunità fragile, Città Nuova, Roma, 2022
- Luigino Bruni, Capitalismo meridiano, Il Mulino, Bologna, 2022
- Luigino Bruni, Los colores del cisne, Editorial Ciudad Nueva, Argentina 2022
- Luigino Bruni, La civiltà della cicogna, Edizioni Sanpino, Torino, 2022
- Luigino Bruni, Lògica carismàtica, CTEA Ediciones, Madrid (España), 2022
- Luigino Bruni, Il segno e la carne, Dehoniane, Bologna, 2023
- Luigino Bruni, Critica della ragione manageriale (e della consulenza), Edizioni Messaggero Padova, 2023, ISBN 9788825058109. URL consultato il 26 settembre 2024.
- Ugo Biggeri, A. Bondi, Luigino Bruni, Rosy Bindi, Francesco Gesualdi, «Don Milani alle radici dell’economia alternativa», a cura di U. Biggeri e S. Siliani, Milano, 2024, Giangiacomo Feltrinelli Editore.
- Luigino Bruni, Economia vegetale, Sansepolcro, Aboca Edizioni, 10 maggio 2024, ISBN 978-8855232746. URL consultato il 26 settembre 2024.